# Robert (muñeco)

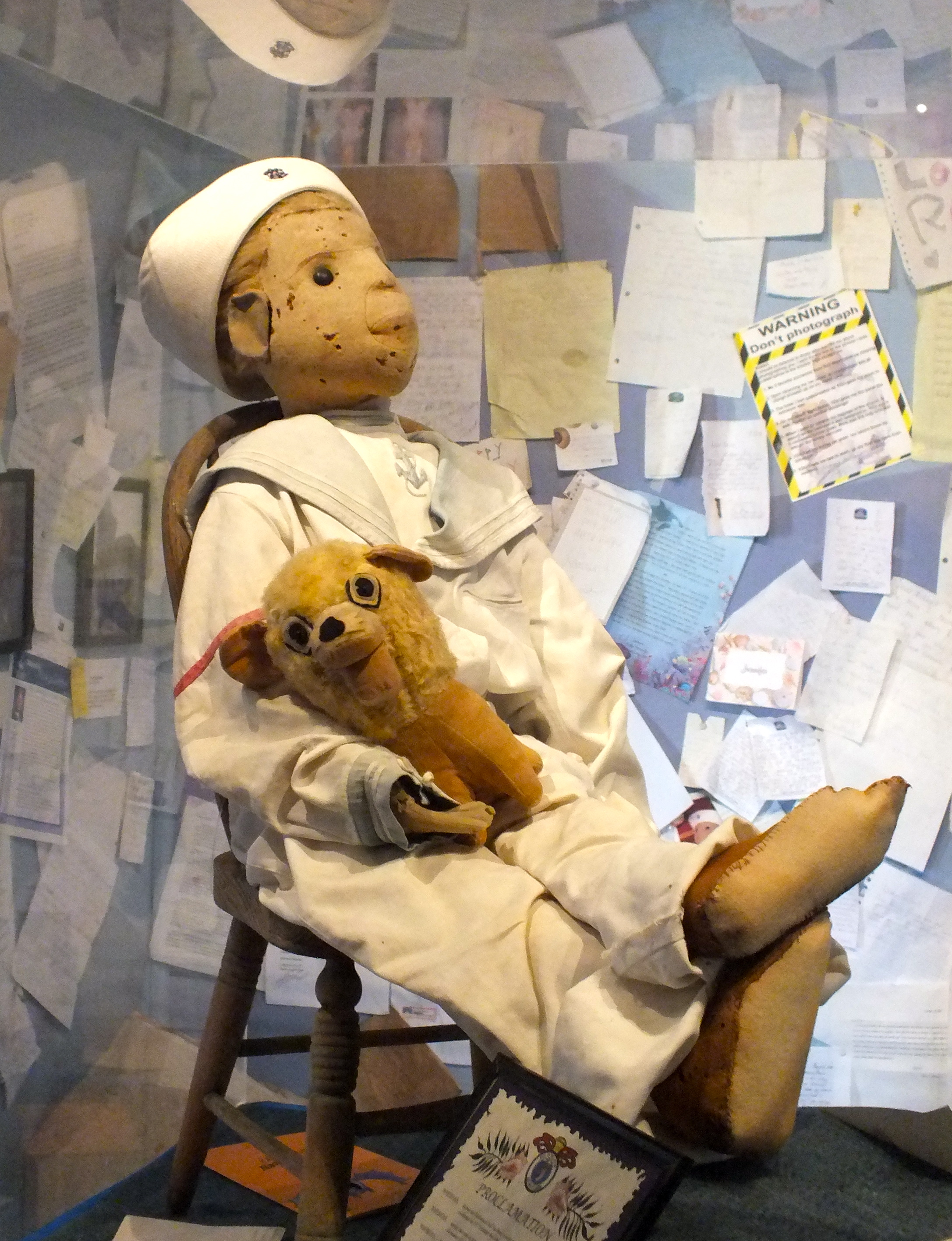
El Muñeco Robert.

Roberto, también conocido como  Robert El Muñeco, Robert El Muñeco Embrujado, o Robert El Muñeco Encantado, es un muñeco que una vez fue propiedad del pintor y autor de Key West Robert Eugene Otto. Supuestamente el muñeco está poseído por espíritus, y tiene una reputación aterradora. Robert fue la inspiración para Chucky, el muñeco de la película de terror de 1988 Child's Play, o también para la película Robert: El muñeco poseído, de 2015 y sus otras 4 películas.
El muñeco está supuestamente maldito y para tomarle fotografías se le debe pedir permiso, se dice que de lo contrario arroja una maldición. Se ha convertido en una atracción de tours de fantasmas en la zona de Key West desde que se instaló en el Museo Fort East Martello. Estéticamente, Robert se asemeja a un marinero estadounidense de principios del siglo XX. Contrariamente a la creencia popular, sin embargo, el pelo del muñeco no está hecho de cabello humano, sino más bien se trata de un material sintético parecido al hilo de lana. Actualmente el muñeco está en el Museo de Key West.

## Historia
El muñeco perteneció a Robert Eugene Otto, un artista descrito como "excéntrico", que formó parte de una influyente familia de Key West. El fabricante del muñeco fue la empresa alemana Steiff, siendo comprado por el abuelo de Otto durante un viaje a Alemania en 1904, entregándoselo como regalo de cumpleaños. El uniforme de marinero del muñeco probablemente fue un traje que Otto vistió cuando era niño.
El muñeco permaneció almacenado en el hogar de la familia Otto en 534 Eaton Street de Key West mientras Otto estudiaba arte en Nueva York y París. Otto se casó con Annette Parker en París el 3 de mayo de 1930. La pareja retornó al hogar de la familia Otto en Key West, donde vivieron hasta que Otto murió en 1974. Su esposa murió dos años después. Después de sus muertes, la casa de Eaton Street que contenía el muñeco fue vendida a Myrtle Reuter, que fue su propietaria por 20 años hasta que fue vendida a sus actuales propietarios, que la utilizan como una casa de huéspedes.
En 1994, el muñeco fue donado al Museo East Martello de Key West, Florida, donde se convirtió en una popular atracción turística.

## Leyenda
Según la leyenda, el muñeco tiene poderes sobrenaturales que le permiten moverse, cambiar la expresión de su rostro y emitir sonidos de carcajadas. Algunas versiones de la leyenda afirman que una muchacha "descendiente de bahameños" le entregó a Otto el muñeco como un regalo, o como "venganza por una maldad que le hicieron". Otras historias afirman que el muñeco movía muñecos vudú en el aire dentro de la habitación y que "era consciente de lo que ocurría a su alrededor". Además, otras leyendas afirman que el muñeco "desapareció" después de que la casa de Otto cambiase de propietarios luego de su muerte, o que el joven Otto despertó los poderes sobrenaturales del muñeco al culparlo por los errores que cometió en su niñez. Según el folclore local, el muñeco ha causado "accidentes de tránsito, huesos rotos, pérdida del empleo, divorcios y una variedad de otros infortunios", mientras que los visitantes del museo supuestamente experimentan "infortunios posvisita" por "faltarle el respeto a Robert".

## Estado actual
El muñeco era trasladado anualmente a la Vieja Oficina de Correos y Aduana cada octubre.
El muñeco se mostró en Taps CON, una convención sobre lo paranormal celebrada en Clearwater, Florida en mayo de 2008. Esta fue la primera vez que había salido de Key West, en sus entonces 104 años de existencia.
En octubre de 2015, el muñeco fue llevado a Las Vegas para aparecer en el programa televisivo del Travel Channel Zak Bagans: Mystery Mansion.
Actualmente, el muñeco está en el museo de Key West. 

## En la cultura popular
En 2015 se estrenó la película de terror titulada Robert, levemente basada en la leyenda. En 2016 se estrenó la segunda parte, titulada The Curse of Robert the Doll. Su secuela, titulada The Toymaker, se estrenó en 2017. La tercera parte, titulada The Revenge of Robert the Doll, se estrenó en 2018. La cuarta parte, titulada Robert Reborn, fue estrenada en 2019.
El muñeco y una réplica vendida en la tienda de recuerdos del Museo East Martello, aparecieron en la segunda temporada de Ozzy & Jack's World Detour.
El muñeco fue mencionado en un episodio de la serie televisiva y podcast Lore.
El programa uruguayo Voces anónimas, conducido por Guillermo Lockhart, dedica, en su quinta temporada, uno de sus episodios a contar la historia de Robert.